# Байкі
Байкі́ (рос. Байки, башк. Байҡы) — село у складі Караідельського району Башкортостану, Росія. Адміністративний центр Байкинської сільської ради.
Населення — 1095 осіб (2010; 1132 у 2002).
Національний склад:
- росіяни — 64 %